# Andrzej Sołtysik
Andrzej Sołtysik (ur. 6 października 1966 w Sułoszowej) – polski dziennikarz radiowy i telewizyjny, filmoznawca, prezenter i były rzecznik prasowy telewizji TVN.

## Życiorys
Studiował filmoznawstwo. W 1990 podjął pracę jako reporter w dziale informacji radia RMF FM, później prowadził w rozgłośni swój pierwszy program o tematyce filmowej, Świat filmu według Andrzeja Sołtysika.
Po pracy w radiu trafił do TVP Kraków, gdzie zajmował się magazynem filmowym Tylko dla orłów. Później był prezenterem programu Telepuzzle w telewizji Polsat.

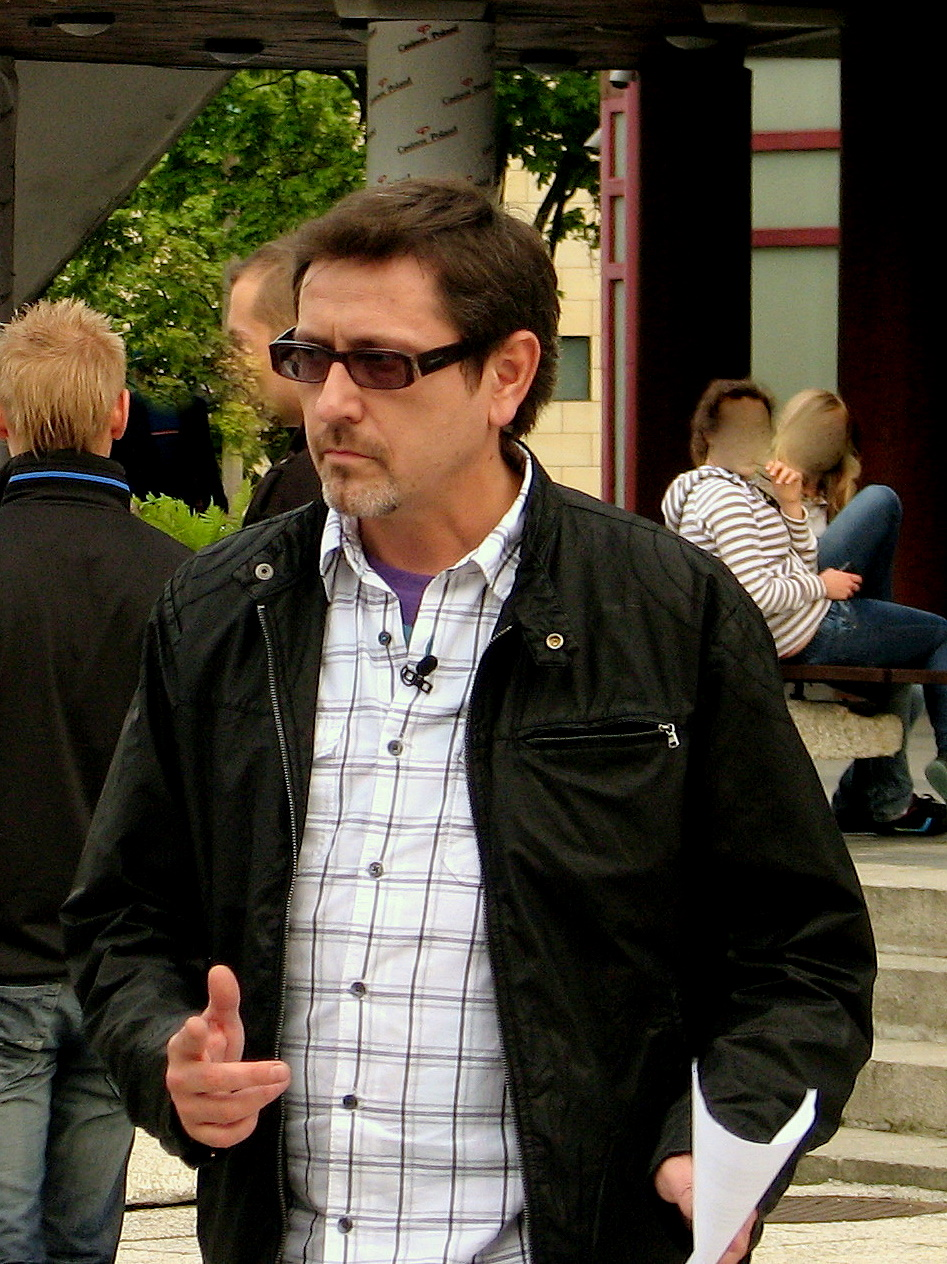
Sołtysik na 35. Festiwalu Polskich Filmów Fabularnych w Gdyni (2010)

Jesienią 1997 rozpoczął pracę w TVN, nowo powstającej telewizji Mariusza Waltera. Zadebiutował na wizji 9 października 1997, sześć dni po uruchomieniu stacji. Popularność przyniosło mu współprowadzenie (z Martyną Wojciechowską) drugiej i trzeciej edycji programu Big Brother. Był również gospodarzem programu Jak łyse konie w TVN i Multikino w TVN24. W latach 2002–2007 był rzecznikiem prasowym Grupy TVN. Od września 2007 do grudnia 2012 i od września 2016 do czerwca 2023 współprowadził wybrane wydania programu Dzień dobry TVN. Poza tym prowadził program Bagaż osobisty (2014) w TTV i Andrzej Sołtysik przedstawia (2015–2023) w TVN Fabuła. W czerwcu 2023 został zwolniony z pracy w TVN.
Od września 2017 do czerwca 2024 prowadził audycje As w kinie i O tym się movie w Meloradiu. Od stycznia 2024 przeprowadza wywiady w ramach cyklu Gwiazdy Sołtysika w serwisie internetowym Świat Gwiazd, a w marcu 2024 dołączył do Telewizji Polskiej, dla której współprowadzi program Dobrego dnia oraz prowadzi program Filmowe spotkania w TVP3 Warszawa.

## Życie prywatne
Z pierwszą żoną, Agnieszką, ożenił się w latach 90. W 2004 poślubił Shadię Nugud, z którą rozwiódł się w 2010. Dla drugiej żony przeszedł na Islam, przyjmując imię Rachid. Mimo rozstania z nią, nadal jest muzułmaninem. W 2015 ożenił się z Patrycją Czop, z którą ma syna, Stanisława Wiktora (ur. 2015) i córkę Antoninę Irenę  (ur. 2024).